# Cochlearia officinalis
La coclearia o hierba de cucharas (Cochlearia officinalis L. 1753) es una especie fanerógama perteneciente a la familia de las brasicáceas.

## Distribución y hábitat
Es natural de Europa desde el Ártico hasta las montañas del sur de Europa, crece en terrenos húmedos y umbríos.

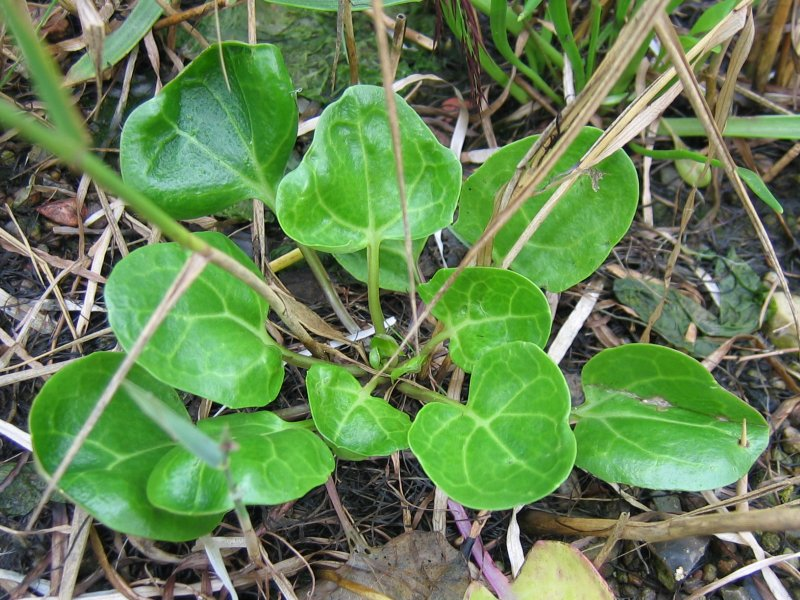
Hojas.

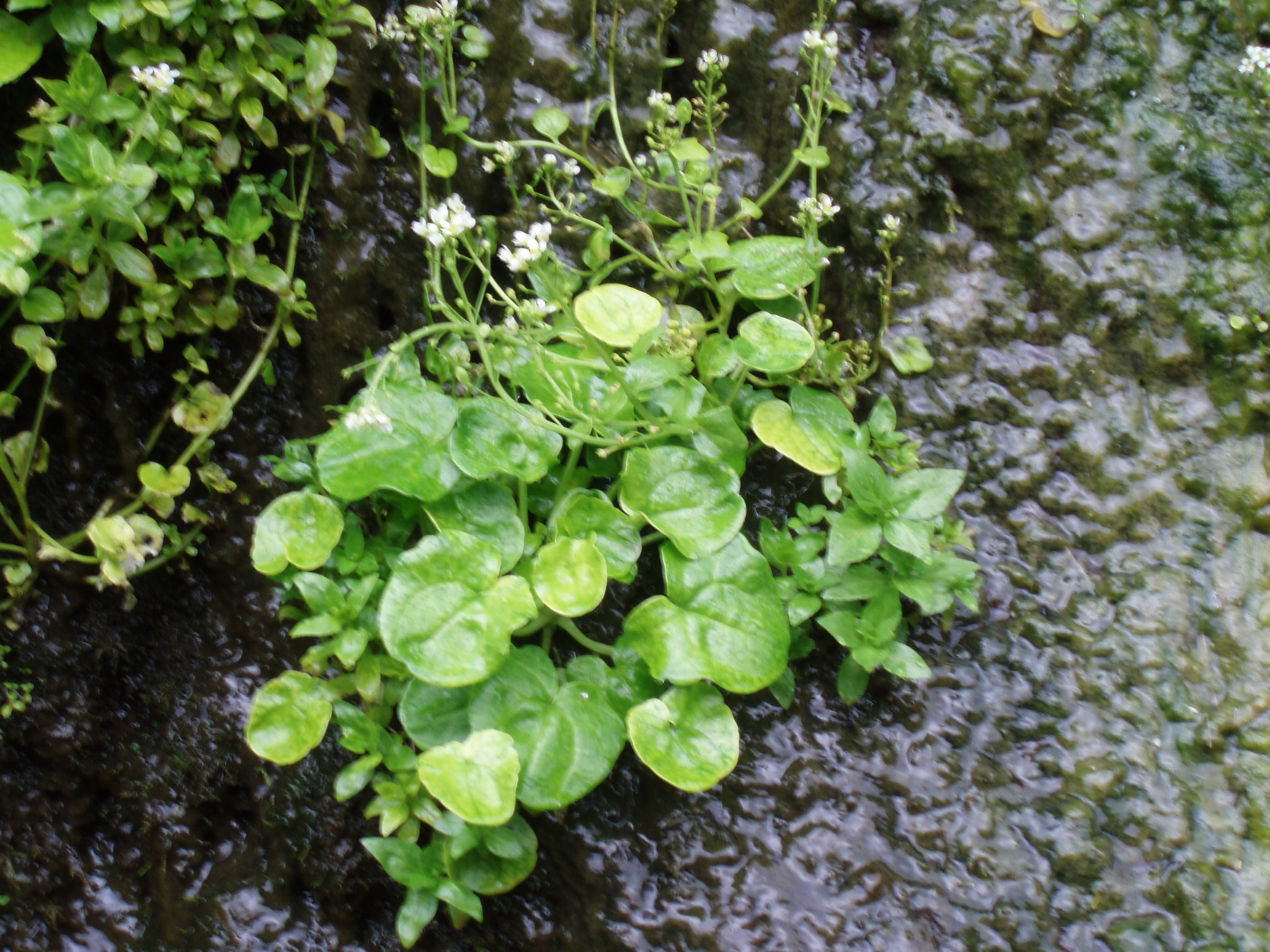
Planta.

## Descripción
Es una pequeña planta herbácea que alcanza los 25 cm de altura. Las hojas de la base tienen peciolo y  son ovoides, reuniéndose en rosetas y las hojas superiores son sésiles y envolventes. Las flores son de color blanco o rosado y se agrupan en racimos. Son germinadas por otras especies del mismo género produciendo híbridos.

## Composición química
1. Vitamina C :  también llamada ácido ascórbico, es una vitamina que actúa como protector en el tracto gastrointestinal inhibiendo la síntesis de nitrosaminas, sustancias carcinógenas que pueden estar presentes en los alimentos ingeridos o que pueden formarse en el tracto gastrointestinal en presencia de nitritos y aminas secundarias por parte de la acción bacteriana.
2. Alcaloides tropánicos: tropina y coclearina.

## Propiedades
- Utilizada desde la antigüedad para combatir el escorbuto (los soldados de César ya las usaron en los campamentos de más allá del Rin)
- Contiene vitamina C
- En gargarismo, se usaba para el tratamiento de aftas bucales y dolores dentales
- Antiguamente Oficinal hoy solo se utiliza para curas de primavera y como diurético

## Taxonomía
Cochlearia officinalis fue descrita por Carlos Linneo y publicado en Species Plantarum 2: 647. 1753.
Etimología
Cochlearia: nombre genérico que viene del latín cloqueare que significa cuchara, ya que sus hojas se le asemejan.
officinalis: epíteto latino que significa "planta medicinal de venta en herbarios".
Sinonimia
- Cochlearia scotica Druce [1929]
- Cochlearia pyrenaica subsp. alpina (Bab.) Dalby
- Cochlearia officinalis subsp. scotica (Druce) P.S.Wyse Jacks. [1991]
- Cochlearia islandica Pobed. [1968]
- Cochlearia groenlandica subsp. scotica (Druce) Á.Löve & D.Löve
- Cochlearia groenlandica L. [1753]
- Cochlearia atlantica Pobed. [1868]
- Cochlearia alpina (Bab.) H.C.Watson [1847]
- Crucifera cochlearia E.H.L.Krause [1902]
- Cochlearia vulgaris Bubani [1901]
- Cochlearia rotundifolia Gray [1821]
- Cochlearia renifolia Stokes[3]

## Nombres comunes
- Castellano: coclearia, coclèaria, coclearia oficinal, cuchareta, hierba de cucharas, hierba de las cucharas, yerba de cucharas.[4]